# Chlum (Dél-plzeňi járás)
Chlum település Csehországban, a Dél-plzeňi járásban. Chlum Únětice, Vlčtejn, Chválenice, Seč, Střížovice és Zdemyslice településekkel határos. Lakosainak száma 240 fő (2024. január 1.).

## Népesség
A település lakosságának változását az alábbi diagram mutatja:
| Lakosok száma | 324  | 290  | 293  | 246  | 194  | 184  | 243  | 234  | 234  | 240  |
|               | 1869 | 1890 | 1921 | 1950 | 1980 | 2001 | 2017 | 2019 | 2022 | 2024 |